# 尖萝卜螺
尖萝卜螺（学名：Radix acuminata）为椎实螺科萝卜螺属的动物，是中国的特有物种。分布于新疆、浙江、湖北、湖南、四川、贵州、云南、西藏等地，多生活于泥底底质的湖泊和池塘内。